# Sun Ribo
Sun Ribo (* 18. Dezember 1976 in Liaoning) ist eine ehemalige chinesische Biathletin.
Sun Ribo gewann bei der WM 2005 in Hochfilzen überraschend Silber über 15 km, nachdem sie zuvor im Weltcup noch nie unter den ersten Zehn platziert war.

## Bilanz im Biathlon-Weltcup
Die Tabelle zeigt alle Platzierungen (je nach Austragungsjahr einschließlich Olympische Spiele und Weltmeisterschaften).
- 1.–3. Platz: Anzahl der Podiumsplatzierungen
- Top 10: Anzahl der Platzierungen unter den ersten zehn (einschließlich Podium)
- Punkteränge: Anzahl der Platzierungen innerhalb der Punkteränge (einschließlich Podium und Top 10)
- Starts: Anzahl gelaufener Rennen in der jeweiligen Disziplin

| Platzierung                      | Einzel | Sprint | Verfolgung | Massenstart | Team | Staffel | Gesamt |
| -------------------------------- | ------ | ------ | ---------- | ----------- | ---- | ------- | ------ |
| 1. Platz                         |        |        |            |             |      |         |        |
| 2. Platz                         | 1      |        |            |             |      |         | 1      |
| 3. Platz                         |        |        |            |             |      | 1       | 1      |
| Top 10                           | 1      |        |            |             |      | 16      | 17     |
| Punkteränge                      | 3      | 8      | 5          | 4           | 1    | 21      | 42     |
| Starts                           | 22     | 41     | 21         | 4           | 1    | 25      | 114    |
| Stand: nach der Saison 2008/2009 |        |        |            |             |      |         |        |